# باشگاه ورزشی کاظمه کویت
باشگاه کاظمه (به عربی:نادی کاظمة) یک باشگاه فوتبال از کویت است که در شهر کویت قرار دارد.
این باشگاه در سال ۱۹۶۴ میلادی تأسیس شده است.
این باشگاه ۴ بار به مقام قهرمانی در لیگ برتر کویت رسیده است. این باشگاه همچنین سابقهٔ قهرمانی در مسابقات جام امیر کویت و جام ولیعهد کویت را نیز دارد.

## مربیان پیشین
- آلفردو کاسیمیرو
- تونی اولیویرا
- روبرتینیو
- ایلی بالاک
- میلان ماچالا